# Visby Mekaniska Verkstad

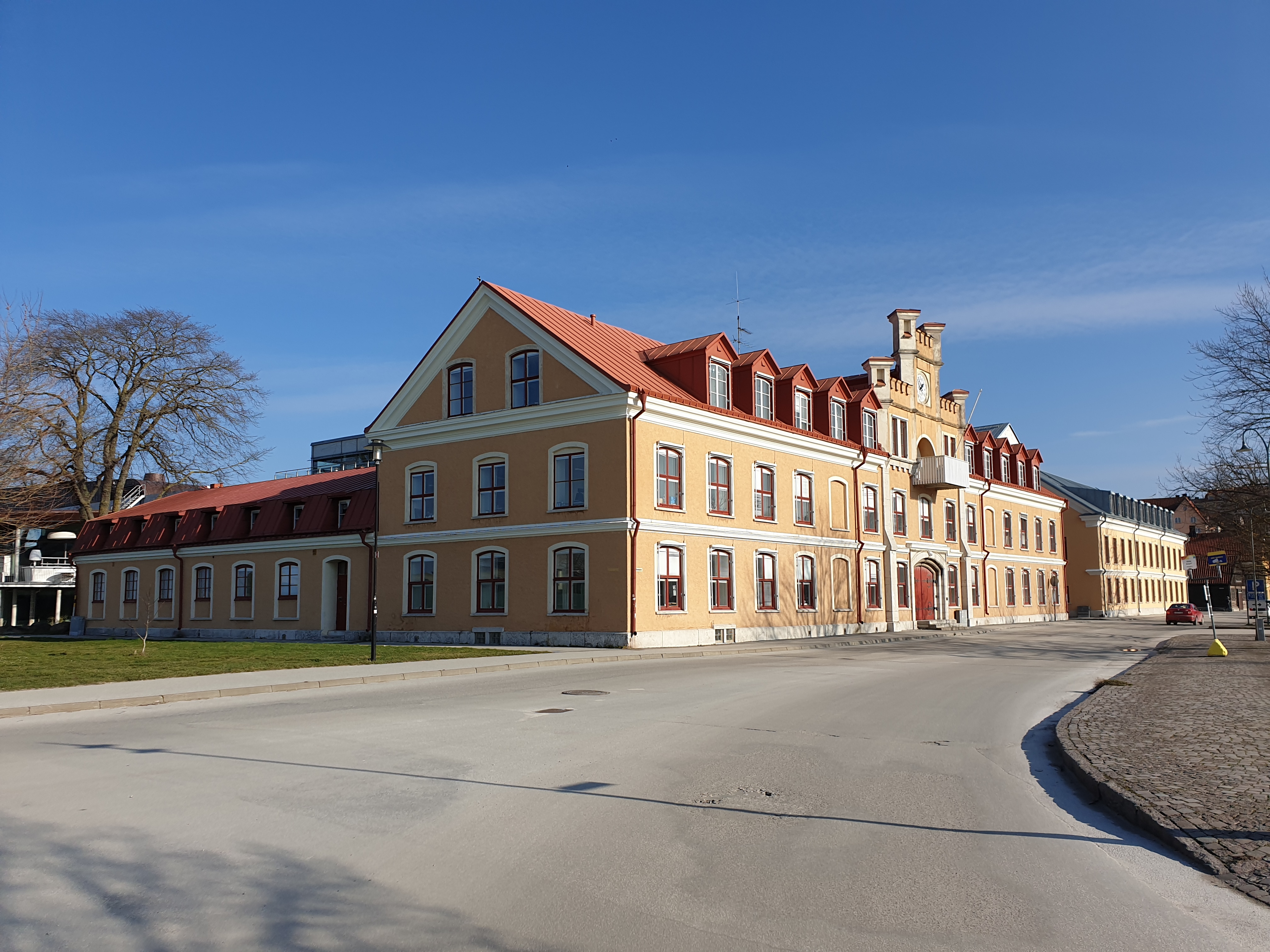
Verkstadsbyggnaden, senare kasern, nu del av Campus Gotland.

Visby Mekaniska Verkstad var en verkstad i hamnen i Visby, anlagd 1876.
Åren 1866–1867 hade Jacob Siltberg och C.P. Lundberg låtit anlägga Visby Jerngjuteri och Mekaniska verkstad vid inloppet till Visby gamla hamn. En större tillbyggnad skedde 1872 eller 1873. Natten mellan den 20 och 21 juli 1874 brann större delen av fabriken ned. Kort därefter drabbades även Graham Brothers mekaniska verkstad i Grahamston av brand och Graham Brothers bestämde sig då på hösten 1874 för att köpa Lundqvist och Siltbergs tomt med kvarstående byggnader. Man flyttade över maskiner från verkstäderna i Grahamston och reparerade hjälpligt en kvarstående flygel på tomten och kunde redan vid årsskiftet 1874/1875 återuppta verkstadsdriften under namnet Visby Mekaniska Verkstad. Kort därefter började man uppföra egna nya lokaler och våren 1876 stod de nya fabrikslokalerna färdiga. De omfattade smedja, gjuteri och verkstad. Alexander Graham hade 1863 patenterat en portabel ångdriven cirkelsåg, som tillverkats i Grahamston men nu även kom att tillverkas i Visby. Bland andra viktiga produkter fanns hackelsemaskiner, tröskverk, tröskvandringar samt olika pumpar och kvarnar. Man tillverkade även järnspisar och järnvägsvagnar åt Gotlands järnväg. Från 1880 började verkstadsrörelsen gå sämre och gick med förlust åren 1880–1882. År 1882 ombildades därför Visby Mekaniska Verkstad till aktiebolag där förutom Patrick Graham även Johan Ludvig Frykholm och J. Matthiesen ingick som delägare. Förlusterna fortsatte dock och 1884 likviderades bolaget. Sista verksamhetsåret fanns 62 anställda vid verkstaden.
Verkstaden stod därefter öde till 1886 då dess utrustning och inredning såldes på auktion. I början av 1887 såldes fabrikslokalerna till arméförvaltningen för att fungera som kaserner åt Gotlands artillerikår. Byggnaderna används numera av Campus Gotland.